# Henry Okah
Henry Okah (né en 1965 au Nigéria) est un chef de file du Mouvement pour l'émancipation du delta du Niger, mouvement nigérian de rébellion. 
Okah a été arrêté en Angola et expulsé vers le Nigeria en février 2008. Il a été accusé de trahison, de terrorisme, de possession illégale d'armes à feu et de trafic d'armes. Il se présente comme « le défenseur des habitants de la Région du Delta privés de leurs droits et qui ne voient que très peu des bénéfices du pétrole pompé sous leurs pieds,. »
En réponse, le MEND, le 26 mai 2008 attaqua un pipeline de la Royal Dutch Shell dans la région du delta du Niger. Ils déclarèrent avoir tué 11 soldats des troupes gouvernementales nigérianes le gouvernement nigérian nia les morts mais le prix du baril de pétrole augmenta de 1 $ au niveau mondial dans les heures suivant l'annonce de l'attaque. Dans un courriel, le MEND annonça que  « Leur attaque [...] était une réponse à l'arrestation inutile. »
L'avocat d'Okah, Femi Falana, déclara que le gouvernement nigérian essaya de le soudoyer. Le procès qui démarra en avril 2008, se déroula à huis clos pour, selon le président Umaru Yar'Adua, « ne pas mettre en question la sécurité nationale,. » Les avocats d'Okah déclarèrent que cela allait contre les droits de leur client et demandèrent à ce qu'une cour supérieure change cette décision. 
En juillet 2009, il a été amnistié dans le cadre d'une offre faite par le gouvernement nigérian aux rebelles souhaitant déposer les armes. Il a ensuite proposé une trêve de 60 jours entre le MEND et l'armée nigériane.
Certains dirigeants du MEND, comme le « Général » Boyleaf ou Jomo Gbomo, un des porte-paroles du MEND, ont approuvé cette décision. D'autres l'ont rejetée.
Le 13 juillet 2009, le juge Mohammed Liman a annoncé qu'Okah a été libéré.